# Financiamento climático no Japão

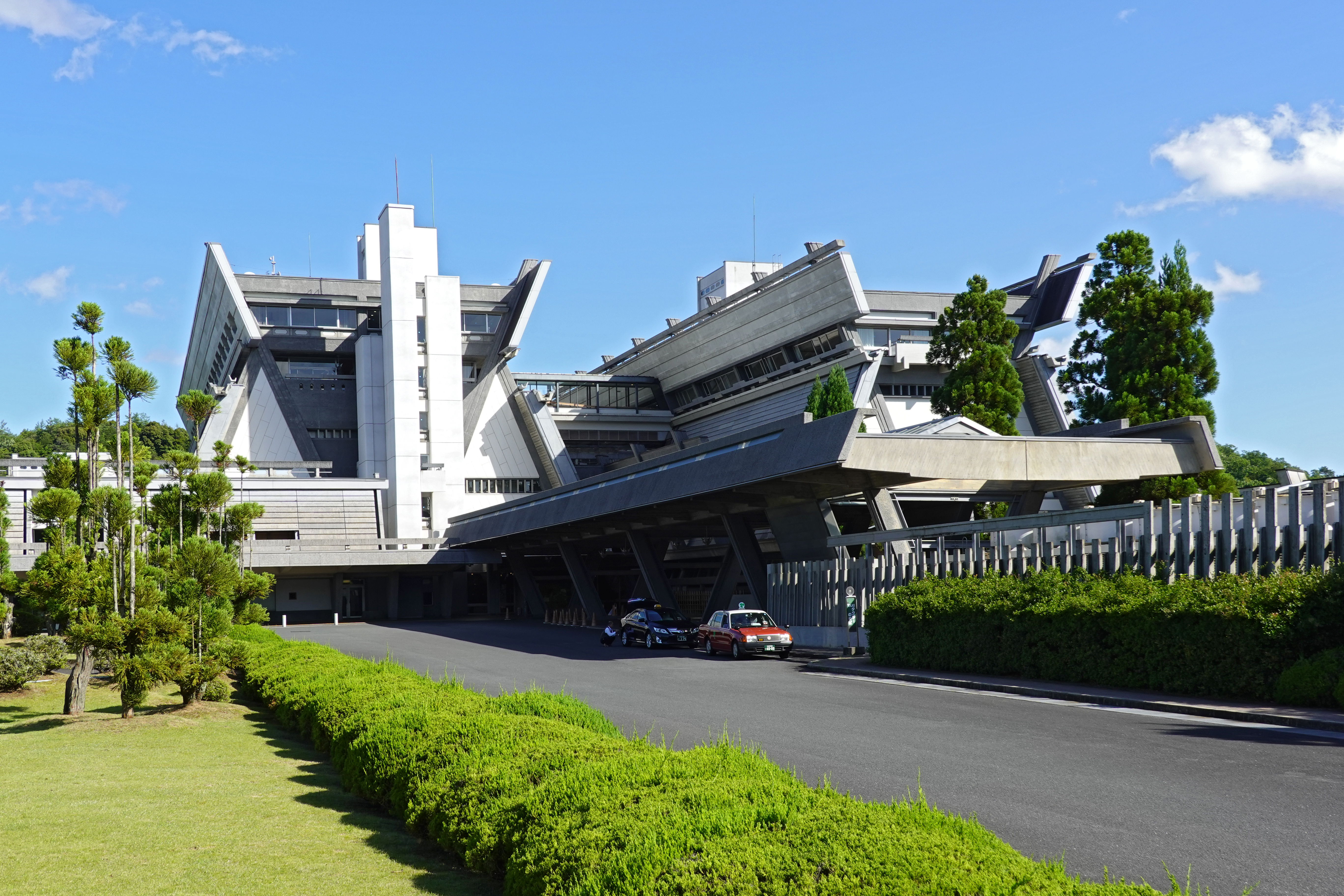
Centro Internacional de Conferências de Quioto, onde foi realizada a Conferências das Nações Unidas sobre as Mudanças Climáticas de 1997 que consagrou o Protocolo de Quioto

O financiamento climático no Japão apresenta um panorama complexo e multifacetado, marcado por uma dualidade fundamental: o país é, simultaneamente, um líder global em tecnologia verde e uma nação altamente vulnerável aos impactos das mudanças climáticas, mas também um dos maiores emissores de gases de efeito estufa (GEE) do G7 e um dos principais financiadores de combustíveis fósseis no mundo. Como uma nação insular, o Japão enfrenta ameaças existenciais decorrentes da intensificação de tufões, chuvas torrenciais, elevação do nível do mar e ondas de calor, que colocam em risco sua população, infraestrutura crítica e estabilidade econômica. Essa vulnerabilidade intrínseca elevou a questão climática ao status de segurança nacional, o que deu ímpeto político para uma mobilização financeira e industrial em larga escala.
O principal desafio do país reside em garantir a segurança energética, manter a competitividade econômica e promover a descarbonização. Este desafio foi agudizado pela alta dependência de combustíveis fósseis importados, uma condição exacerbada após o desastre nuclear de Fukushima em 2011, que resultou em uma forte oposição pública à energia nuclear e aumentou a dependência da geração de energia térmica. Em resposta, o governo japonês estabeleceu metas ambiciosas, incluindo a neutralidade de carbono até 2050 e uma redução de 46% nas emissões de GEE até 2030, em relação aos níveis de 2013.
A principal estratégia para alcançar esses objetivos é a "Lei de Promoção da Transformação Verde" (Green Transformation - GX), uma política industrial abrangente que visa mobilizar mais de 150 trilhões de ienes (aproximadamente 1 trilhão de dólares) em investimentos públicos e privados na próxima década. Esta iniciativa é liderada pela emissão de 20 trilhões de ienes em títulos soberanos de transição, os primeiros do mundo, e foca em um caminho de "transição" que prioriza o desenvolvimento de tecnologias como hidrogênio, amônia e captura, utilização e armazenamento de carbono (CCUS), ao lado da energia renovável. No entanto, essa abordagem tem gerado controvérsias significativas, com críticos argumentando que ela prolonga a dependência de infraestruturas fósseis e serve como um pretexto para continuar financiando projetos de gás natural liquefeito (GNL) e outras tecnologias de emissões intensivas, tanto no país quanto no exterior.

## Definição
Não existe um consenso definitivo sobre a definição de financiamento climático, mas o termo é amplamente utilizado para designar recursos financeiros mobilizados por atores públicos e privados, em níveis global e local, com o objetivo de apoiar atividades de mitigação e adaptação às mudanças climáticas. Segundo a UNFCCC, o financiamento climático deve ser caracterizado pela natureza das atividades financiadas — em vez de pelos provedores, intermediários ou instrumentos financeiros — focalizando-se em resultados de adaptação e mitigação. A COP (Conferências das Nações Unidas sobre as Mudanças Climáticas) 15 de Copenhagen, em dezembro de 2009, estabeleceu o compromisso político de mobilizar 100 bilhões de dólares anuais até 2020 para ações climáticas em países em desenvolvimento, consagrando a meta em acordos posteriores. Na COP16 de Cancun, em novembro de 2010, decidiu-se criar o GCF como fundo multilateral para prover financiamento de longo prazo a projetos de mitigação e adaptação, formalizado em 2010 e operacionalizado a partir de 2015.

## Contexto japonês

### Vulnerabilidades climáticas
A necessidade urgente de um financiamento climático robusto no Japão é diretamente justificada por sua extrema vulnerabilidade aos impactos das mudanças climáticas, uma realidade já presente e com projeções alarmantes para o futuro. Relatórios científicos do Ministério do Meio Ambiente (MOE) e da Agência Meteorológica do Japão confirmam que o país está aquecendo a uma taxa de 1,4°C por século, superior à média global. Essa tendência se manifesta em uma série de desafios ambientais e climáticos. A frequência de eventos de chuvas fortes, com precipitação diária superior a 100 mm, aumentou significativamente, assim como a ocorrência de chuvas localizadas e intensas que excedem 100 mm por hora, levando a inundações e deslizamentos de terra. Simultaneamente, a intensidade dos tufões tem aumentado, e projeções indicam que, embora o número total de tufões possa diminuir, aqueles com pressão central mais baixa se aproximarão do Japão com mais frequência, aumentando o risco de marés de tempestade devastadoras. As ondas de calor também se tornaram mais frequentes e severas, representando um risco significativo para a saúde pública, especialmente para a grande população idosa do Japão, com registros de mais de 1.700 mortes por insolação durante uma única onda de calor intensa.
As consequências econômicas dessa vulnerabilidade são imensas. Uma análise do Fundo Monetário Internacional (FMI) mostra um impacto negativo significativo dos desastres naturais induzidos pelo clima no crescimento de médio prazo do Japão. Projeções econômicas mais drásticas indicam que, se as trajetórias políticas globais atuais continuarem, os danos físicos relacionados ao clima poderiam subtrair 952 trilhões de ienes (aproximadamente 9,2 trilhões de dólares) da economia japonesa até 2050. Apenas na década até 2023, os danos relacionados ao clima custaram ao Japão 90,8 bilhões de dólares, colocando-o atrás apenas dos Estados Unidos, China e Índia em termos de perdas econômicas absolutas. A vulnerabilidade é particularmente aguda nas zonas costeiras, que, embora representem apenas 32% da área terrestre do Japão, abrigam 46% de sua população e 47% de sua produção industrial.6 Uma elevação de um metro no nível do mar poderia destruir 90% das praias arenosas do país, com custos de proteção estimados em 115 bilhões de dólares e mais de 1 trilhão de dólares em ativos em risco. A cidade portuária de Osaka, um dos centros econômicos do Japão, está projetada para sofrer perdas de quase 1 trilhão de dólares devido a inundações costeiras até 2070. Além disso, a estabilidade das cadeias de suprimentos do Japão está ameaçada, com 17% de suas importações provenientes de países que enfrentam vulnerabilidades médias a altas de mudanças climáticas e segurança.

### Marcos legais e institucionais
A governança do financiamento climático no Japão é sustentada por uma arquitetura legal e institucional robusta, embora complexa e, por vezes, fragmentada. Três peças legislativas principais formam a espinha dorsal da política climática do país, cada uma abordando diferentes facetas do desafio. A primeira é a Lei de Promoção de Contramedidas ao Aquecimento Global, promulgada originalmente em 1998 e alterada significativamente em 2021. Esta emenda consagrou legalmente a meta de neutralidade de carbono até 2050, conferindo-lhe força vinculativa e estabelecendo a base para todas as políticas subsequentes. A lei também obriga os governos nacional e locais a formularem planos detalhados para a redução das emissões de GEE.
A segunda peça fundamental é a Lei de Adaptação às Mudanças Climáticas de 2018, que estabelece o quadro jurídico para as medidas de adaptação. Esta lei exige a criação de um Plano Nacional de Adaptação, que deve ser monitorado e atualizado a cada cinco anos, e promove ativamente a criação de Centros Locais de Adaptação às Mudanças Climáticas em nível de prefeitura. Esses centros são vitais para traduzir a estratégia nacional em ações locais concretas, coletando e disseminando informações climáticas para empresas e cidadãos.
A legislação mais recente e transformadora é a Lei de Promoção da Transformação Verde, de 2023. Esta lei é o motor da nova política industrial e energética do Japão, fornecendo a base legal para a emissão dos Títulos de Transição Econômica, estabelecendo os fundamentos para um futuro mecanismo de precificação de carbono e delineando a estratégia de investimento do governo para a próxima década.
A implementação dessas leis é coordenada por vários órgãos governamentais com mandatos distintos, o que reflete as tensões inerentes à política climática japonesa. O Ministério do Meio Ambiente (MOE) é responsável pela política ambiental geral, conservação da natureza e implementação da Lei de Adaptação. O MOE também promove o financiamento verde através de diretrizes e programas de subsídios e supervisiona o Mecanismo de Crédito Conjunto (JCM). Em contraste, o Ministério da Economia, Comércio e Indústria (METI) é a força motriz por trás da estratégia GX, da Estratégia de Crescimento Verde e do Fundo de Inovação Verde.
Outras instituições desempenham papéis cruciais. O Ministério da Terra, Infraestrutura, Transporte e Turismo (MLIT) é responsável por implementar medidas de mitigação e adaptação em setores como habitação, construção, transporte e desenvolvimento urbano. No cenário internacional, a Agência de Cooperação Internacional do Japão (JICA), principal agência de desenvolvimento bilateral, implementa projetos de Assistência Oficial ao Desenvolvimento (AOD), incluindo financiamento climático em países em desenvolvimento, e é uma entidade credenciada do Fundo Verde para o Clima (GCF). Por fim, o Japan Bank for International Cooperation (JBIC), uma instituição financeira estatal, financia projetos no exterior e é um canal central para o financiamento energético internacional do Japão, sendo frequentemente alvo de controvérsias por seu apoio a combustíveis fósseis.

## Financiamento climático

### Público
A peça central do apoio públio à inovação no Japão é o Fundo de Inovação Verde (GI Fund). Estabelecido com um orçamento de 2 trilhões de ienes (aproximadamente 13 bilhões de dólares) sob a alçada do METI e operado pela Organização para o Desenvolvimento de Novas Energias e Tecnologias Industriais (NEDO), este fundo oferece suporte contínuo de 10 anos para pesquisa e desenvolvimento (P&D), demonstração e implementação social de tecnologias em 14 áreas prioritárias.45 Os projetos financiados incluem o desenvolvimento de cadeias de suprimentos de hidrogênio em larga escala, células solares de próxima geração, uso de hidrogênio em processos siderúrgicos e estabelecimento de cadeias de suprimentos de amônia para combustível, refletindo o foco do governo em tecnologias de transição.
Para financiar a implementação em larga escala, o principal instrumento é o Título de Transição Econômica GX. O governo iniciou a emissão desses títulos soberanos em fevereiro de 2024, com o objetivo de levantar 20 trilhões de ienes ao longo de 10 anos. Este montante visa catalisar um investimento total de 150 trilhões de ienes, combinando fundos públicos e privados. Os recursos são destinados a 22 campos, com uma forte ênfase em P&D para tecnologias de transição (55% da primeira emissão foi alocada para este fim) e subsídios para descarbonizar indústrias de difícil abatimento, como siderurgia e química. A estrutura de financiamento é projetada para ser autossustentável a longo prazo, com o reembolso dos títulos sendo financiado por futuros mecanismos de precificação de carbono, incluindo uma taxa sobre importadores de combustíveis fósseis a partir de 2028 e um sistema de comércio de emissões (ETS) a partir de 2026.
No entanto, a política de financiamento público do Japão é marcada por uma profunda contradição: os subsídios aos combustíveis fósseis. Desde 2022, o governo gastou mais de 11 trilhões de ienes em subsídios para mitigar os preços da eletricidade, gás e gasolina para os consumidores. Este valor, gasto em apenas alguns anos, rivaliza com o total planejado para os Títulos GX em uma década e é muito superior à receita gerada pelo modesto imposto sobre o carbono do país. Organizações não governamentais (ONGs) e organismos internacionais, como a OCDE e o FMI, criticam duramente esses subsídios, argumentando que eles incentivam o consumo de combustíveis fósseis, minam os objetivos de descarbonização e mascaram o verdadeiro custo da energia, retardando a transição para fontes renováveis mais baratas.
Na arena internacional, o financiamento público japonês é projetado através da iniciativa Asia Zero Emission Community (AZEC). Esta plataforma, apoiada por um pacote financeiro de 10 bilhões de dólares, visa exportar as tecnologias de descarbonização preferidas do Japão (hidrogênio, amônia, CCUS) para outras nações asiáticas. Embora enquadrada como uma contribuição para a descarbonização global, a iniciativa é vista por críticos como uma estratégia geopolítica para criar mercados de exportação para as tecnologias de transição japonesas, muitas das quais ainda dependem de combustíveis fósseis.

### Privado
A meta da estratégia GX de atrair 130 trilhões de ienes em investimentos privados, de um total de 150 trilhões de ienes, sinaliza a dependência do governo em relação ao setor financeiro para alcançar seus objetivos. Um dos principais impulsionadores dessa mudança foi o Fundo de Investimento de Pensões do Governo (GPIF), o maior fundo de pensão do mundo. A decisão do GPIF em 2017 de começar a alocar fundos para investimentos Ambientais, Sociais e de Governança (ESG) criou um poderoso efeito em cascata, incentivando as corporações japonesas a melhorar seu desempenho e suas divulgações de ESG para atrair esse capital monumental.
No entanto, o papel dos megabancos japoneses — Mitsubishi UFJ Financial Group (MUFG), Sumitomo Mitsui Financial Group (SMBC Group) e Mizuho Financial Group — é profundamente ambíguo e controverso. Por um lado, eles estão envolvidos no desenvolvimento de produtos financeiros verdes e de transição. Por outro, eles permanecem entre os maiores financiadores de combustíveis fósseis do mundo. Dados compilados por ONGs revelam que, entre 2016 e 2023, esses três bancos forneceram coletivamente 792 bilhões de dólares para a indústria de combustíveis fósseis. Em 2023, Mizuho e MUFG foram classificados como o primeiro e o segundo maiores financiadores globais da expansão de GNL, respectivamente.56 Esse financiamento contínuo entra em conflito direto com seus próprios compromissos de neutralidade de carbono e tem sido alvo de resoluções de acionistas e críticas severas de grupos ambientalistas. A controvérsia se intensificou em 2024, quando MUFG e SMBC se retiraram da Net-Zero Banking Alliance (NZBA), uma aliança liderada pela ONU, levantando sérias dúvidas sobre a sinceridade de seus compromissos climáticos e sugerindo que, quando confrontados com um conflito entre os padrões climáticos internacionais e a política energética nacional (que depende do GNL), eles optam por alinhar-se com o governo.
Apesar dessas contradições, o Japão desenvolveu um mercado sofisticado para instrumentos financeiros sustentáveis. O mercado de títulos verdes tem crescido de forma constante, com a emissão acumulada atingindo 37,3 bilhões de dólares no final de 2021, classificando o Japão em 11º lugar globalmente. A emissão anual ultrapassou 1 trilhão de ienes pela primeira vez em 2020 e atingiu um pico de 2,3 trilhões de ienes em 2023, com os recursos sendo direcionados principalmente para edifícios verdes, transporte limpo e energia renovável.
Mais notavelmente, o Japão é um pioneiro global no mercado de títulos de transição. Após a publicação das "Diretrizes Básicas sobre Financiamento de Transição Climática" pelo governo em 2021, o mercado floresceu, com emissores japoneses dominando a emissão global. Esses títulos são projetados especificamente para financiar a descarbonização de indústrias de difícil abatimento e ganharam um impulso significativo com a emissão do primeiro Título de Transição Climática soberano do mundo pelo governo japonês em 2024.
O mercado de investimento ESG no Japão está projetado para crescer a uma taxa de crescimento anual composta (CAGR) de 21%, podendo atingir mais de 4 trilhões de dólares até 2030. Embora menor, o mercado de investimento de impacto quase dobrou seus ativos sob gestão em 2023, chegando a 11,5 trilhões de ienes (aproximadamente 72 bilhões de dólares), impulsionado pela crescente demanda dos investidores institucionais.

## Cooperação internacional e financiamento externo
O principal mecanismo bilateral do Japão é o Mecanismo de Crédito Conjunto (JCM, sigla em inglês). Operando sob o Artigo 6 do Acordo de Paris, o JCM é um programa de compensação bilateral estabelecido com 29 países parceiros até setembro de 2024. Através do JCM, o governo japonês fornece apoio financeiro, cobrindo até 50% dos custos iniciais de projetos que implementam tecnologias japonesas de baixa emissão de carbono em países parceiros.67 As reduções de emissões resultantes são quantificadas e os créditos gerados são compartilhados entre o Japão e o país anfitrião, permitindo que ambos os utilizem para cumprir suas respectivas Contribuições Nacionalmente Determinadas (NDCs). O governo japonês tem a meta ambiciosa de gerar aproximadamente 100 milhões de toneladas de CO2 em reduções acumuladas através do JCM até 2030, o que exigiria um investimento combinado público-privado de cerca de um trilhão de ienes. Este mecanismo é apresentado como uma forma de facilitar a difusão de tecnologias avançadas e contribuir para o desenvolvimento sustentável, mas também é uma maneira estratégica de o Japão cumprir suas metas climáticas enquanto promove sua indústria de tecnologia no exterior.
No âmbito multilateral, o Japão é um dos principais contribuintes para o Fundo Verde para o Clima (GCF, sigla em inglês), o principal mecanismo financeiro da Convenção-Quadro das Nações Unidas sobre a Mudança do Clima (UNFCCC). Desde a criação do fundo, o Japão tem sido um doador consistente. Contribuiu com 1,5 bilhão de dólares para a Mobilização Inicial de Recursos (2015-2019) e prometeu um valor igual para a primeira reposição (2020-2023), totalizando 3,0 bilhões de dólares em apoio. Para o segundo período de reposição (2024-2027), o Japão anunciou uma contribuição de até 165 bilhões de ienes (aproximadamente 1,1 bilhão de dólares), mantendo seu nível de apoio e reafirmando seu compromisso com o fundo.72 O Japão também participa ativamente da governança do GCF, ocupando assentos no seu conselho de administração. Entidades japonesas como a JICA e o banco MUFG são credenciadas pelo GCF para implementar projetos, embora isso tenha levantado preocupações sobre a influência de doadores no processo de alocação de fundos.
Além do GCF, o Japão fez compromissos financeiros mais amplos. Na Cúpula do G7 em Cornwall, em 2021, o então primeiro-ministro Suga anunciou que o Japão forneceria um total de 6,5 trilhões de ienes (aproximadamente 60 bilhões de dólares) em financiamento climático público e privado ao longo de cinco anos, de 2021 a 2025. Este compromisso incluía a promessa de dobrar o financiamento para adaptação, reconhecendo a crescente necessidade dos países em desenvolvimento de construir resiliência. O Japão também se comprometeu a dobrar o financiamento para adaptação para aproximadamente 14,8 bilhões de dólares de fontes públicas e privadas entre 2021 e 2025 e contribuiu com cerca de 6 milhões de dólares para o Fundo de Adaptação em março de 2022.

## Principais setores beneficiados

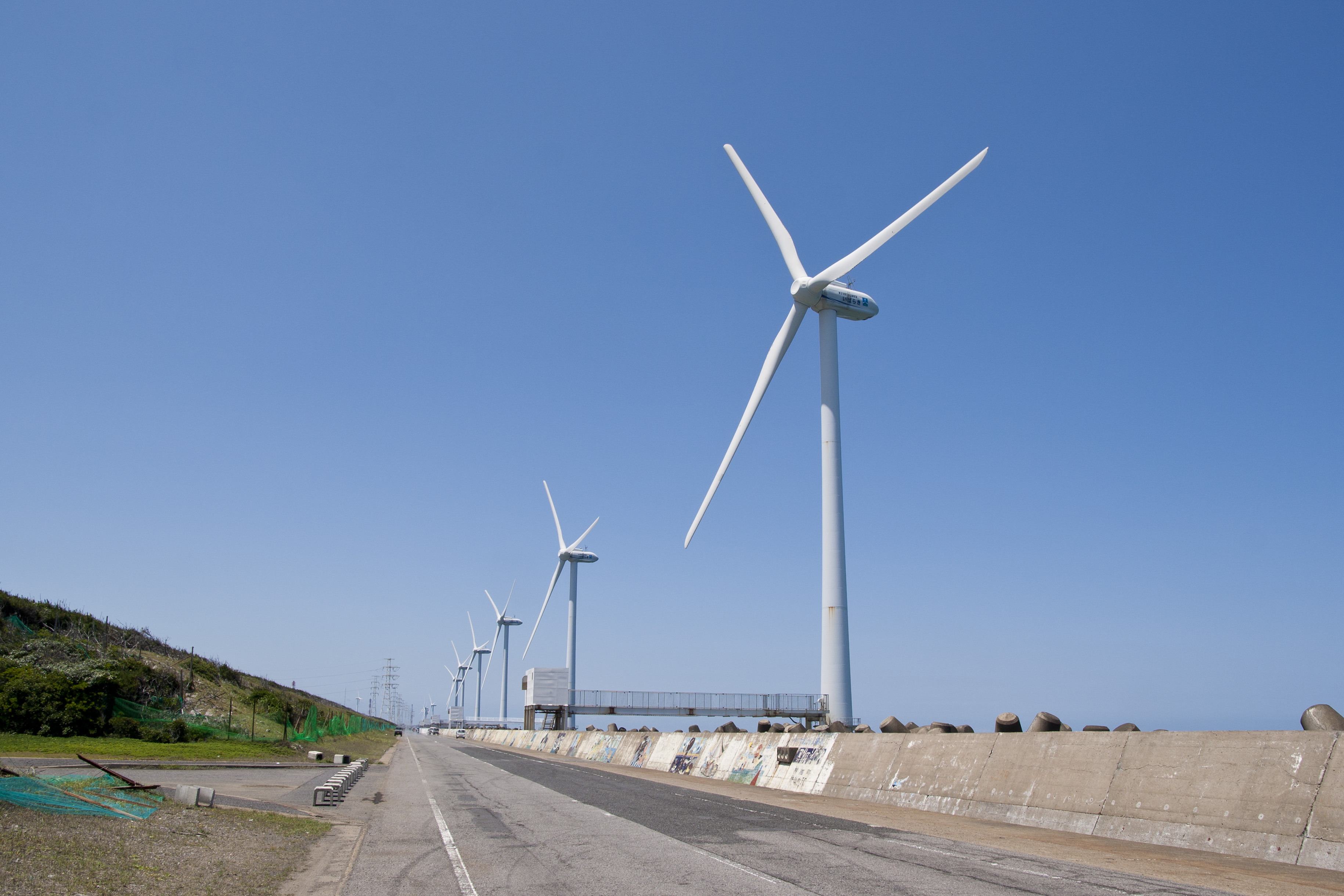
Usina eólica em Kamisu

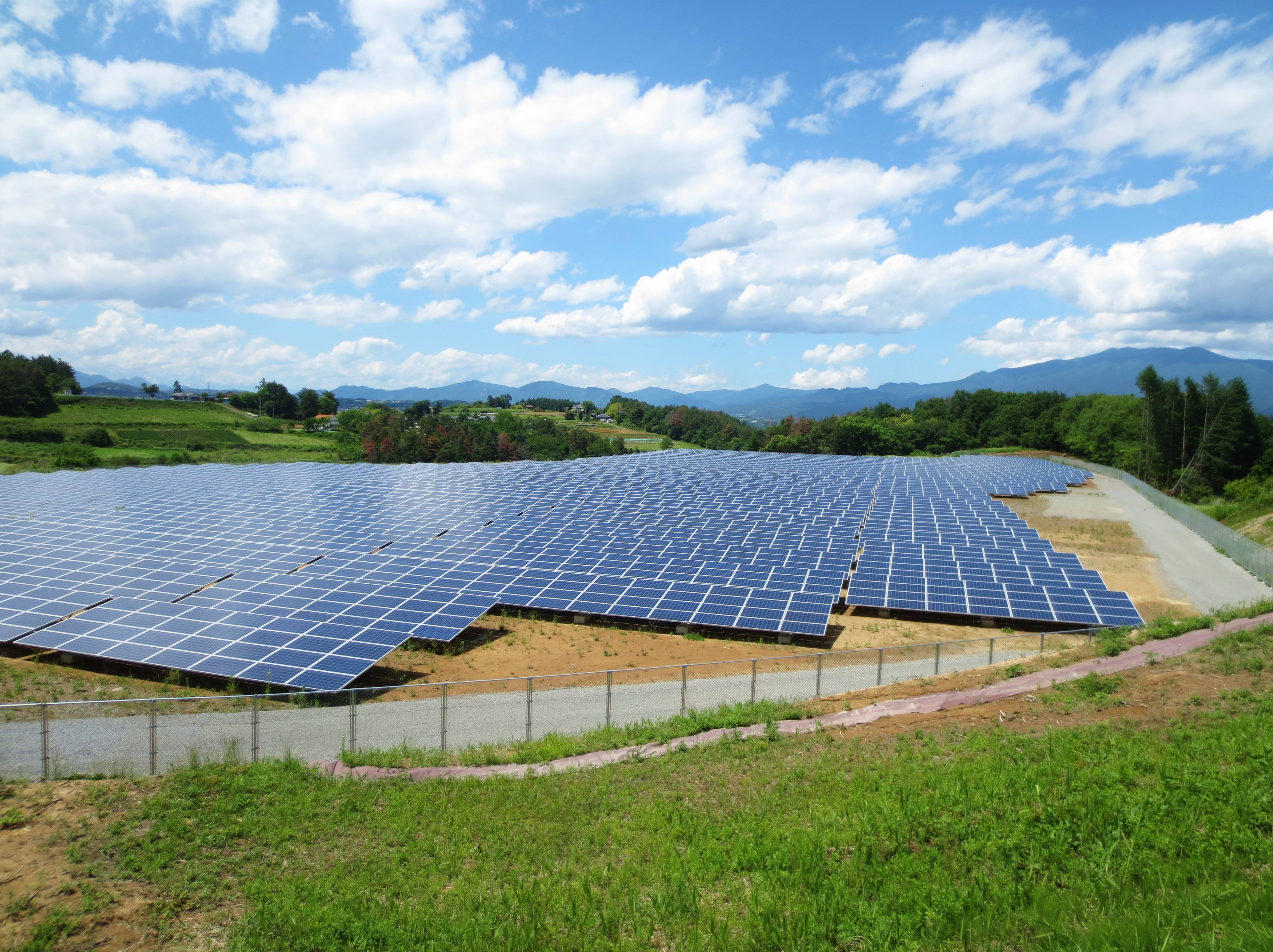
Usina solar em Saku

A transição energética é um setor central, embora o progresso tenha enfrentado obstáculos significativos. O governo tem metas ambiciosas para a expansão da energia renovável, mas enfrenta desafios como processos de licenciamento demorados, infraestrutura de rede inadequada e oposição local a novos projetos. O sistema de rede elétrica do Japão, dividido em duas frequências (50 Hz no leste e 60 Hz no oeste), adiciona uma camada de complexidade à integração da capacidade renovável em escala nacional. Apesar desses desafios, o financiamento está fluindo para o setor. O Fundo de Inovação Verde (GI Fund) apoia P&D em tecnologias como eólica offshore e células solares de próxima geração. Mecanismos como o Feed-in Premium (FiP) e leilões, incluindo o recente Leilão de Descarbonização de Longo Prazo, foram implementados para incentivar o investimento. Os títulos verdes emitidos por corporações e governos locais frequentemente destinam recursos para projetos de energia solar e eólica. No entanto, a forte ênfase da política GX em tecnologias de "transição" como hidrogênio, amônia e a reativação da energia nuclear significa que as energias renováveis, embora importantes, competem por capital e atenção política.
Dada a alta vulnerabilidade do Japão, a adaptação e a resiliência da infraestrutura são áreas de grande investimento. O financiamento público e privado é direcionado para a construção de infraestrutura resiliente a desastres naturais. O MLIT lidera iniciativas para fortalecer a resiliência das rodovias e outras infraestruturas contra tufões e inundações. Em nível municipal, como em Tóquio, fundos são alocados para o desenvolvimento de sistemas de esgoto, como grandes troncos e instalações de armazenamento capazes de lidar com chuvas de 75 mm/hora, e para a construção de lagoas de regulação para controlar inundações. A JICA também aplica a expertise japonesa em Redução de Risco de Desastres (DRR) internacionalmente, financiando projetos como um sistema de metrô resiliente a inundações em Bangkok, Tailândia, e barragens de controle de erosão na Indonésia. O Japão também se comprometeu a dobrar seu financiamento para adaptação internacionalmente, para aproximadamente 14,8 bilhões de dólares entre 2021 e 2025.
O Japão tem intensificado os esforços para proteger a biodiversidade, com mais de 20% de suas terras e 13% de suas áreas marinhas protegidas, e trabalha para atingir a meta de 30% até 2030. O financiamento para este setor vem de fontes públicas e, cada vez mais, de incentivos ao setor privado, como pagamentos por serviços ecossistêmicos. Internacionalmente, o Japão é o quinto maior doador para o programa REDD+ (Redução de Emissões por Desmatamento e Degradação Florestal), tendo fornecido 1,7 bilhão de dólares entre 2006 e 2016.82 O apoio é canalizado principalmente através de canais bilaterais, como projetos da JICA, e contribuições para fundos multilaterais como o Fundo Cooperativo para o Carbono Florestal (FCPF). O Japão também está desenvolvendo o JCM-REDD+, um mecanismo para apoiar atividades de REDD+ baseadas em projetos e gerar créditos de carbono que podem ser usados para as metas de Contribuição Nacionalmente Determinada (NDC, sigla em inglês) do país.
O setor agrícola, que contribuiu com 4% das emissões de GEE do Japão em 2018, é um foco tanto para mitigação quanto para adaptação. O Ministério da Agricultura, Silvicultura e Pescas (MAFF) lidera a "Estratégia do Sistema Alimentar Verde", que visa reduzir o uso de pesticidas e fertilizantes químicos e expandir a agricultura orgânica.86 O financiamento para este setor inclui pagamentos de apoio priorizados para agricultores certificados, isenções fiscais para a aquisição de máquinas ecológicas e empréstimos a juros baixos de instituições financeiras afiliadas ao governo. O MAFF também promove a criação de "Aldeias Orgânicas" e o desenvolvimento de créditos de carbono agrícolas através do sistema J-Credit. Internacionalmente, a JICA anunciou uma nova estratégia climática para a cooperação em desenvolvimento agrícola e rural em 2024, focada em melhorar a eficiência dos recursos hídricos, promover a agricultura sustentável e reduzir as emissões de GEE em países em desenvolvimento.
O setor de transportes é um grande emissor, e o financiamento é direcionado para sua descarbonização. O MLIT promove a adoção de veículos de próxima geração, como veículos elétricos (EVs), através de incentivos fiscais. A estratégia GX e os Títulos de Transição alocam subsídios significativos para promover veículos de energia limpa e o desenvolvimento de combustíveis sintéticos. O financiamento também apoia a melhoria da infraestrutura de transporte público para torná-la mais conveniente e de baixa emissão, como a introdução de sistemas de Trânsito Leve sobre Trilhos (LRT) e Trânsito Rápido por Ônibus (BRT). Além disso, projetos de infraestrutura verde, como o desenvolvimento urbano de baixo carbono e a promoção do esverdeamento urbano para combater o efeito de ilha de calor, recebem financiamento através de planos municipais e títulos verdes.

## Impactos e resultados
Avaliar os impactos e resultados do financiamento climático no Japão revela um quadro de progresso tangível em certas áreas, justaposto a desafios persistentes e uma lacuna significativa em relação às metas de longo prazo. Um dos resultados mais positivos é a tendência de queda nas emissões de gases de efeito estufa. As emissões de GEE do Japão diminuíram por seis anos consecutivos desde o ano fiscal de 2014, atingindo um mínimo recorde no ano fiscal de 2019, com 1.212 milhões de toneladas de CO2 equivalente, o que representa uma redução de 14% em relação aos níveis de 2013. Em 2022, as emissões caíram para um novo recorde de baixa, principalmente devido à redução do consumo de energia nos setores industrial e comercial. O país também demonstrou sucesso em dissociar as pressões ambientais do crescimento econômico moderado ao longo da última década. Além disso, o Japão fez avanços notáveis na economia circular, reduzindo o lixo municipal per capita para menos de dois terços da média da OCDE e praticamente eliminando o aterro sanitário em favor da incineração com recuperação de energia.
No entanto, apesar desses sucessos, os resultados gerais são insuficientes para colocar o Japão no caminho de cumprir suas metas climáticas. A meta de redução de 46% até 2030 (em relação a 2013) é ambiciosa, e embora as emissões tenham caído 19% entre 2013 e 2022, uma aceleração significativa é necessária. Análises do Climate Action Tracker projetam que as políticas e ações atuais do Japão levarão a uma redução de apenas 31% a 37% até 2030 (excluindo o uso da terra, mudança do uso da terra e silvicultura - LULUCF), ficando aquém da meta de 46% e muito longe da redução de mais de 60% necessária para ser compatível com um cenário de 1,5°C.
A implementação dos projetos financiados enfrenta desafios substanciais. A expansão da energia renovável, um pilar central da mitigação, é dificultada por barreiras como processos de licenciamento demorados, infraestrutura de rede inadequada e oposição local. Como resultado, o Japão provavelmente não atingirá suas metas de capacidade para 2030 em energia eólica onshore, eólica offshore e solar fotovoltaica. A Estratégia GX, embora mobilize um financiamento maciço, tem sido criticada por não fornecer detalhes sobre as reduções de emissões esperadas para 2030 e 2050 e por priorizar tecnologias como a energia nuclear e a "energia a carvão limpa" em detrimento de uma aceleração mais rápida das renováveis.
Socialmente, os impactos são mistos. Por um lado, o financiamento para adaptação, como a construção de infraestrutura resiliente, tem salvado vidas e reduzido perdas econômicas.21 Iniciativas como o sistema de água resiliente ao clima no Camboja, apoiado pelo Japão, melhoraram drasticamente a vida das comunidades locais, reduzindo a mortalidade e o fardo da coleta de água. Por outro lado, o financiamento contínuo de projetos de combustíveis fósseis no exterior pelo Japão tem sido associado a graves impactos sociais e ambientais, incluindo violações dos direitos dos povos indígenas e danos à biodiversidade marinha em países como Filipinas, Indonésia e Canadá.

## Críticas e controvérsias
Apesar de sua imagem como uma nação tecnologicamente avançada e ambientalmente consciente, a abordagem do Japão ao financiamento climático é alvo de críticas de ONGs, organismos internacionais e até mesmo de nações parceiras do G7, principalmente por conta do apoio maciço e contínuo do país aos combustíveis fósseis, tanto no mercado interno quanto no exterior. O Japão é o segundo maior financiador público internacional de combustíveis fósseis entre os países do G7, fornecendo uma média de 6,9 bilhões de dólares por ano entre 2020 e 2022, um valor quase três vezes maior do que seu financiamento para energia limpa. Essa prática viola diretamente o compromisso do G7 de encerrar o financiamento público internacional de combustíveis fósseis. O Japan Bank for International Cooperation (JBIC) foi rotulado como o financiador estrangeiro "mais sujo" por seu papel central na promoção de usinas de carvão e gás no Sudeste Asiático, ações que, segundo críticos, travam a região em uma dependência de longo prazo de combustíveis fósseis e minam a segurança energética e o desenvolvimento de energias renováveis.
O setor privado japonês, especialmente os megabancos MUFG, SMBC e Mizuho, reflete essa política governamental. Eles estão consistentemente entre os maiores financiadores globais de combustíveis fósseis, tendo canalizado quase 800 bilhões de dólares para a indústria desde o Acordo de Paris. Em 2023, Mizuho e MUFG foram os principais financiadores da expansão do GNL no mundo. Essa postura levou a acusações de que os bancos estão minando seus próprios compromissos de neutralidade de carbono e levou à retirada do MUFG e do SMBC da Net-Zero Banking Alliance, um movimento visto como um retrocesso significativo na governança climática corporativa. Projetos financiados pelo JBIC e pelos megabancos no exterior, como terminais de GNL nas Filipinas e projetos de fraturamento hidráulico no Canadá, foram diretamente ligados a violações de direitos humanos, deslocamento de comunidades indígenas e destruição de ecossistemas biodiversos.
O Mecanismo de Crédito Conjunto (JCM) também é uma fonte de controvérsia. Embora promovido como um mecanismo de cooperação sob o Artigo 6 do Acordo de Paris, críticos argumentam que ele serve principalmente para promover as tecnologias japonesas, incluindo aquelas baseadas em combustíveis fósseis, como a co-combustão de amônia e a captura de carbono, que são vistas como "soluções falsas" que prolongam a vida útil das usinas a carvão e a gás. Estudos acadêmicos apontaram barreiras significativas para a eficácia do JCM, como a falta de esquemas de financiamento adequados para instituições locais e a necessidade de simplificar políticas domésticas nos países parceiros, levantando questões sobre sua capacidade de gerar reduções de emissões adicionais e genuínas.
Finalmente, as metas e políticas domésticas do Japão são criticadas por falta de ambição. O Climate Action Tracker classifica as metas, políticas e financiamento climático do Japão como "Insuficientes" ou "Altamente Insuficientes". A Estratégia GX, o carro-chefe da política climática, é criticada por não fornecer um roteiro claro de redução de emissões e por depender excessivamente de tecnologias não comprovadas e caras, como CCUS e co-combustão de amônia, em vez de priorizar a expansão maciça de energias renováveis comprovadas e de baixo custo. Essa abordagem, segundo os críticos, serve como uma "cortina de fumaça" para esconder a intenção do governo de continuar dependendo de combustíveis fósseis, arriscando a competitividade industrial do Japão em uma economia global que se move rapidamente em direção a soluções verdadeiramente verdes.

## Perspectivas futuras
O futuro do financiamento climático no Japão está em um ponto de inflexão, equilibrando-se entre a consolidação de sua ambiciosa política industrial de "Transformação Verde" (GX) e a crescente pressão para alinhar suas ações com uma trajetória de descarbonização mais rápida e cientificamente robusta. As propostas e planos futuros indicam uma intenção de aprofundar a estrutura regulatória e de mercado existente. O governo planeja tornar o sistema de comércio de emissões (ETS) obrigatório a partir do ano fiscal de 2026 para cerca de 300 a 400 grandes empresas, que respondem por quase 60% das emissões domésticas. A introdução de um leilão gradual de licenças, começando com o setor de geração de energia em 2033, e a implementação de uma sobretaxa de carbono sobre os fornecedores de combustíveis fósseis a partir de 2028, são passos cruciais para internalizar o custo do carbono e gerar receita para reembolsar os Títulos de Transição GX. Além disso, o governo planeja revisar a Lei de Promoção GX em 2025 para oferecer incentivos fiscais e subsídios a indústrias que se localizem em regiões com abundância de fontes de energia descarbonizada, como renováveis e nuclear, visando criar clusters industriais verdes.
No entanto, especialistas e instituições locais e internacionais identificam desafios e oportunidades significativas que moldarão a eficácia dessas políticas. O principal desafio continua sendo a dependência arraigada do Japão de combustíveis fósseis e a relutância em se comprometer com uma eliminação total e rápida do carvão, uma medida considerada essencial para o alinhamento com o Acordo de Paris. A estratégia GX, com seu forte foco em tecnologias de transição como amônia e hidrogênio, representa uma aposta de alto risco. Se essas tecnologias não se tornarem comercialmente viáveis ou forem globalmente rejeitadas como insuficientes, o Japão corre o risco de ficar para trás na corrida por energia renovável e de travar investimentos em ativos que podem se tornar obsoletos. A superação de barreiras à expansão das energias renováveis, como a modernização da rede elétrica e a simplificação dos processos de licenciamento, é vista como uma oportunidade crítica para aproveitar o grande potencial solar e eólico do país.
A pressão sobre o setor privado, especialmente o financeiro, deve aumentar. A crescente conscientização sobre os riscos financeiros relacionados ao clima está levando reguladores como o Banco do Japão (BoJ) e a Agência de Serviços Financeiros (FSA) a aprimorar a supervisão e a promover divulgações mais robustas alinhadas com a Força-Tarefa sobre Divulgações Financeiras Relacionadas ao Clima (TCFD). Espera-se que os diretores de empresas enfrentem uma responsabilidade crescente para gerenciar os riscos e oportunidades climáticas, com os investidores exigindo mais transparência e dados quantitativos sobre os impactos financeiros. A oportunidade para o Japão reside em sua capacidade de alavancar sua proeza tecnológica e seu capital financeiro para se tornar um verdadeiro líder em tecnologia climática. No entanto, para realizar essa oportunidade, será necessário resolver a contradição fundamental em sua política: eliminar gradualmente o apoio aos combustíveis fósseis, tanto no país quanto no exterior, e redirecionar todo o seu poderio financeiro e industrial para um caminho de descarbonização que seja inequívoco, transparente e alinhado com as metas globais de 1,5°C. A formulação do Sétimo Plano Estratégico de Energia em 2025 será um momento decisivo que indicará a direção futura do Japão.